# Diadelia biplagiata
Diadelia biplagiata är en skalbaggsart som beskrevs av Waterhouse 1882. Diadelia biplagiata ingår i släktet Diadelia och familjen långhorningar.
Artens utbredningsområde är Madagaskar. Inga underarter finns listade i Catalogue of Life.